# Diabasa
La diabasa (del grec diábasis) o dolerita és una roca ígnia holocristal·lina, amb textura ofítica, que consisteix principalment de plagiòclasis bàsiques, piroxè, magnetita i d'ilmenita.
Consisteix en piroxè i plagiòclasi de calci. De textura granular fina, però sovint té una textura de gra mitjà, així que és fàcil de confondre amb el gabre. És una de les roques més comunes al Brasil. La diabasa es forma quan un magma de composició basàltic s'injecta en les fractures i cingles a les roques. Aquests cingles poden ser generats per fractura hidràulica causada per les intenses pressions del magma. La roca forma com a dics o d'altres formes concordants i discordants. Els dics poden variar des d'uns pocs centímetres a diversos metres de gruix.

## Cabitauïta
Cabitauïta és el nom mnemònic per a aquelles diabases alterades compostes principalment per plagiòclasi càlcica, augita, calcita i biotita amb òxids de ferro secundàris.